# Else Keren
Else Keren (geborene Schächter; geboren 1924 in Czernowitz/Bukowina, Großrumänien (heute Ukraine); gestorben 29. Mai 1995 in Ramat-Gan, Israel) war eine deutschsprachige Schriftstellerin jüdischen Glaubens. Sie überlebte den Holocaust in Czernowitz.

## Leben
Else Keren wurde als Else Schächter in eine Familie jüdischen Glaubens hinein geboren. Sie besuchte die Mittelschule in Czernowitz, musste diese jedoch nach dem Einmarsch der deutschen Wehrmacht verlassen. Sie war befreundet mit der Dichterin Selma Meerbaum-Eisinger (1924–1942); beide waren Mitglied im linken zionistischen Jugendverband Haschomer Hazair. Nach der Einrichtung des Ghettos in Czernowitz, das vom 11. Oktober 1941 bis November 1941 dauerte, bildete sie sich im Selbststudium weiter. 1945 verließ sie Czernowitz und ging nach Bukarest. 1947 gelang ihr die Auswanderung nach Paris. Sie begann dort ein Studium der Anglistik und Romanistik. Auch fing sie an zu zeichnen und zu malen. Sie war befreundet mit dem ebenfalls aus Czernowitz stammenden Paul Celan, dem Cousin zweiten Grades von Selma Merbaum.
Im Jahr 1949 ließ sie sich in ihrer Wunschheimat Israel nieder. Seit 1949 veröffentlichte sie regelmäßig literarische Beiträge und Gedichte sowohl in Israel als auch im Ausland. Sie verarbeitete in den Gedichten auch den Holocaust. In „Czernowitz“ und „Bukowina“ (Czernowitz), beides Zeitschriften in ukrainischer Sprache, erschienen Gedichte von Else Keren in ukrainischer Übersetzung. Ein Gedicht „Sie trieben meine Schwester“ ist ihrer früheren Freundin Selma Merbaum gewidmet. Merbaum hatte im Juni 1942, kurz vor ihrer Deportation, ihre Gedichte an Else Schächter übergeben mit der Bitte, sie an den befreundeten Leiser Fichmann weiterzugeben. Vor seiner Auswanderung nach Israel gab Leiser die Gedichte an Else Keren zurück, die sie später in einem Banksafe in Israel aufbewahrte. So konnte Hersch Segal, der ehemalige Lehrer von Else und Selma in Czernowitz an der jiddischen Schule im sogenannten „Russenjahr“, diese Gedichte 1976 in einer hektographierten Ausgabe in Israel herausgeben.
Keren kehrte nie wieder nach Czernowitz zurück.

## Publikationen
- Haiku
- Dann ging ich über den Pont des Arts, Ramat Gan 1983
- Im Sand deiner Gedanken, Alecto Klagenfurt 1997[3]